# بیستسه
بیستسه (به لهستانی:  Bejsce) یک روستا در لهستان است که در گمینا بیستسه واقع شده‌است.